# Sylvester Carmel Magro
Sylvester Carmel Magro (Rabat, 14 febbraio 1941 – Msida, 20 gennaio 2018) è stato un vescovo cattolico maltese.

## Biografia
Sylvester Carmel Magro nacque a Rabat, a Malta, il 14 febbraio 1941.

### Formazione e ministero sacerdotale
Studiò al collegio "Stella Maris". Il 12 ottobre 1957 entrò nell'Ordine dei frati minori. Il 13 ottobre dell'anno successivo emise i voti temporanei. Studiò filosofia e teologia presso il seminario francescano di Rabat. Il 18 marzo 1962 emise la professione solenne.
Il 26 marzo 1966 fu ordinato presbitero. In seguito proseguì gli studi presso la Pontificia Università Antonianum e la Pontificia Università Lateranense a Roma ottenendo il dottorato in teologia dogmatica e teologia pastorale. Tornato a Malta, prestò servizio come docente presso il seminario francescano. Nel 1982 divenne parroco della parrocchia del Sacro Cuore a Sliema.
Nel 1988 entrò a far parte della missione della provincia francescana di Lombardia in Libia. Nel maggio del 1991 la missione passò alla direzione della provincia di Malta. Lo stesso anno monsignor Giovanni Innocenzo Martinelli, vicario apostolico di Tripoli, lo nominò vicario generale e cappellano delle congregazioni maltese e anglofona in Libia.

### Ministero episcopale
Il 10 marzo 1997 papa Giovanni Paolo II lo nominò vicario apostolico di Bengasi e vescovo titolare di Salde. Ricevette l'ordinazione episcopale l'11 maggio successivo nella concattedrale di San Giovanni a La Valletta dall'arcivescovo José Sebastián Laboa Gallego, nunzio apostolico a Malta e in Libia, co-consacranti l'arcivescovo metropolita di Malta Joseph Mercieca e il vicario apostolico di Tripoli Giovanni Innocenzo Martinelli.
Nel giugno del 2007 e nel marzo del 2015 compì la visita ad limina.
Durante la guerra civile libica al vescovo Magro fu ripetutamente detto di lasciare il paese per la sua sicurezza, tuttavia rimase con il popolo libico anche in mezzo ai tempi difficili. Gli fu anche chiesto di fuggire da Bengasi a causa dell'instabilità della zona.
Il 14 febbraio 2016 papa Francesco accettò la sua rinuncia al governo pastorale del vicariato per raggiunti limiti di età. In seguito visse nel convento francescano per anziani Domus Pacis di Baħar iċ-Ċagħaq.
Morì al Mater Dei Hospital di Msida il 20 gennaio 2018 all'età di 76 anni. Le esequie si tennero il 22 gennaio alle ore 10 nella cattedrale di San Paolo a Mdina e furono presiedute da monsignor Charles Scicluna, arcivescovo di Malta. Al termine del rito la salma venne tumulata nella cappella dei francescani nel cimitero di Santa Maria Addolorata.

## Genealogia episcopale
La genealogia episcopale è:
- Cardinale Scipione Rebiba
- Cardinale Giulio Antonio Santori
- Cardinale Girolamo Bernerio, O.P.
- Arcivescovo Galeazzo Sanvitale
- Cardinale Ludovico Ludovisi
- Cardinale Luigi Caetani
- Cardinale Ulderico Carpegna
- Cardinale Paluzzo Paluzzi Altieri degli Albertoni
- Papa Benedetto XIII
- Papa Benedetto XIV
- Papa Clemente XIII
- Cardinale Enrico Benedetto Stuart
- Papa Leone XII
- Cardinale Chiarissimo Falconieri Mellini
- Cardinale Camillo Di Pietro
- Cardinale Mieczysław Halka Ledóchowski
- Cardinale Jan Maurycy Paweł Puzyna de Kosielsko
- Arcivescovo Józef Bilczewski
- Arcivescovo Bolesław Twardowski
- Arcivescovo Eugeniusz Baziak
- Papa Giovanni Paolo II
- Arcivescovo José Sebastián Laboa Gallego
- Vescovo Sylvester Carmel Magro, O.F.M.